# Teodoro (sacelário)
Teodoro (em latim: Theodorus) foi um oficial bizantino do século VI, ativo no reinado do imperador Anastácio I Dicoro (r. 491–518). Provavelmente um sacelário, em 513, tomou parte nas negociações entre o imperador e o rebelde Vitaliano que levou à retirada das tropas do último das cercanias de Constantinopla. No final do ano, acompanhou o exército sob Hipácio e Alatar contra Vitaliano.